# ワイアット・アープ (1994年の映画)
『ワイアット・アープ』（原題: Wyatt Earp）は、ローレンス・カスダン監督、製作、脚本による1994年のアメリカ映画。西部開拓時代の保安官であるワイアット・アープを主人公とした伝記、西部劇映画で、製作も兼任したケビン・コスナーがアープを演じる。

## あらすじ
法律家であり、大農業家であるニコラス・アープ一家は、大西部を西へと移動していた。ウイチタで法執行官となって、ウリラと結婚したワイアットは、早くに妻を病気で失い、悲しみを抱いて街を出た。一時は馬泥棒にまで身を落とした彼は、脱獄・逃亡の後、バッファローハンターとして生計を立てていた時に知り合った仲間と、保安官に雇われ、史上最悪の街と異名をとるダッジシティで、暴力的な保安官として名を馳せた。しかし、人生の成功に拘ったワイアットは、法の執行官の職を捨て、銀鉱山に沸くブームタウン、トゥームストンに兄弟たちと共に移住する。そこには、かつて知り合った仲間たち、ドク・ホリディやマスターソン兄弟らが集結。兄弟たち共同で鉱山を取得し、順調に成功への道を歩んでいるように見えた。3兄弟はそれぞれ妻を連れていたが、ワイアットは、対立する郡保安官のフィアンセと三角関係になり、自身の保安官としての職務とも相まって、次第に土着のならず者たちとアープ兄弟との、亀裂が深まってくる。1881年10月26日、遂に両派はOKコラル付近で、睨み合いになる。

## キャスト
| 役名                       | 俳優                         | 日本語吹き替え | 日本語吹き替え |
| 役名                       | 俳優                         | ソフト版       | テレビ東京版   |
| -------------------------- | ---------------------------- | -------------- | -------------- |
| ワイアット・アープ         | ケビン・コスナー             | 津嘉山正種     | 津嘉山正種     |
| ドク・ホリデイ             | デニス・クエイド             | 大塚明夫       | 堀勝之祐       |
| ニコラス・アープ           | ジーン・ハックマン           | 大宮悌二       | 石田太郎       |
| ケイト                     | イザベラ・ロッセリーニ       | 弘中くみ子     |                |
| ヴァージル・アープ         | マイケル・マドセン           | 佐々木勝彦     | 菅生隆之       |
| ジェームズ・アープ         | デヴィッド・アンドリュース   | 仲野裕         | 中村秀利       |
| モーガン・アープ           | リンデン・アシュビー         | 宮本充         | 檀臣幸         |
| バット・マスターソン       | トム・サイズモア             | 福田信昭       | 星野充昭       |
| エド・マスターソン         | ビル・プルマン               | 田原アルノ     | 山路和弘       |
| ジョニー・ビーハン         | マーク・ハーモン             | 秋元羊介       |                |
| アイク・クラントン         | ジェフ・フェイヒー           | 宝亀克寿       |                |
| トム・マクローリー         | アダム・ボールドウィン       |                |                |
| ウリラ・サザーランド       | アナベス・ギッシュ           |                |                |
| マッティ・ブレイロック     | メア・ウィニンガム           | 小宮和枝       |                |
| ジョジー・マーカス         | ジョアンナ・ゴーイング       | 日野由利加     | 深見梨加       |
| アリー・アープ             | キャサリン・オハラ           |                |                |
| ベッシー・アープ           | ジョベス・ウィリアムズ       |                |                |
| ルー・アープ               | アリソン・エリオット         | 田中敦子       |                |
| ヴァージニア・アープ       | ベティ・バックリー           |                |                |
| ウォーレン・アープ         | ジェームズ・カヴィーゼル     |                |                |
| ジョン・クラム             | ランドル・メル               | 宮田光         |                |
| フランク・マクローリー     | レックス・リン               | 峰恵研         |                |
| カーリー・ビル・ブロシャス | ルイス・スミス               | 津田英三       |                |
| シャーム・マクマスターズ   | トッド・アレン               |                |                |
| ボートの若い男             | マッケンジー・アスティン     |                |                |
| サザーランド夫人           | カレン・グラッスル           |                |                |
| フランク・スティルウェル   | ジョン・デニス・ジョンストン |                |                |
| サリー                     | ティア・レオーニ             |                |                |
| エド・ロス                 | マーティン・コーヴ           | 稲葉実         |                |
| ボブ・ハッチ               | ジャック・ケーラー           |                |                |
| ワイアット（少年期）       | イアン・ボーエン             |                |                |
| サザーランド氏             | ジェームズ・ギャモン         | 筈見純         |                |
| ビリー・クレイボーン       | クリス・カム                 |                |                |
| ダッチ・ワイリー           | モンティ・スチュアート       |                |                |
| アーウィン・サザーランド   | ヒュー・ロス                 |                |                |
| ジョン・シャンシー         | マイケル・マグレイディ       | 島香裕         |                |
| サドル・トランプ           | ブレット・カレン             |                |                |

- テレビ東京版 - 初放送1997年4月10日 『木曜洋画劇場』

## 評価
レビュー・アグリゲーターのRotten Tomatoesでは83件のレビューで支持率は31%、平均点は5.40/10となった。Metacriticでは20件のレビューを基に加重平均値が47/100となった。
1994年6月24日に1859劇場で公開され、公開初週末3日間で754万3504ドルを稼いで初登場4位となった。製作費6300万ドルに対し、北米累計興行収入は約2500万ドルであった。

### 受賞・ノミネート
| 賞                     | 部門                     | 候補                          | 結果       |
| ---------------------- | ------------------------ | ----------------------------- | ---------- |
| アカデミー賞           | 撮影賞                   | オーウェン・ロイズマン        | ノミネート |
| アメリカ撮影監督協会賞 | 劇場映画撮影賞           | オーウェン・ロイズマン        | ノミネート |
| ゴールデンラズベリー賞 | 最低作品賞               |                               | ノミネート |
| ゴールデンラズベリー賞 | 最低主演男優賞           | ケビン・コスナー              | 受賞       |
| ゴールデンラズベリー賞 | 最低監督賞               | ローレンス・カスダン          | ノミネート |
| ゴールデンラズベリー賞 | 最低スクリーンカップル賞 | ケビン・コスナーと3人の妻たち | ノミネート |
| ゴールデンラズベリー賞 | 最低リメイク・続編賞     |                               | 受賞       |